# ذي المقلح (حبيش)

تعديل مصدري - تعديل

ذي المقلح محلة تابعة لقرية المهاجمة، التابعة لعزلة بني معين بمديرية حبيش إحدى مديريات محافظة إب في الجمهورية اليمنية، بلغ تعداد سكانها 127 حسب تعداد اليمن لعام 2004.